# British Comedy Awards 1993
La IV edizione dei British Comedy Awards si tenne nel 1993 e venne presentata da Jonathan Ross.

## Vincitori
- Miglior commedia televisiva esordiente - Absolutely Fabulous
- Miglior attore in una commedia televisiva - Rik Mayall
- Miglior attrice in una commedia televisiva - Joanna Lumley
- Miglior debutto in una commedia televisiva - Steve Coogan
- Miglior personalità televisiva - Joanna Lumley
- Miglior performer donna - Jennifer Saunders e Dawn French
- Miglior film commedia - Ricomincio da capo
- Miglior sitcom della ITV - Watching
- Miglior sitcom della BBC - One Foot In The Grave
- Miglior sitcom di C4 - Drop The Dead Donkey
- Miglior presentatore di C4 - Chris Evans
- Miglior comedy-drama televisiva - The Snapper
- Miglior artista di varietà - Ken Dodd
- Miglior commedia radiofonica - Knowing Me Knowing You with Alan Partridge
- Miglior serie di intrattenimento - Barrymore
- Miglior esibizione live - Eddie Izzard
- Premio WGGB per il miglior commediografo - Richard Curtis
- Premio alla carriera - Ken Dodd